# Liste der Naturdenkmale im Amt Neukloster-Warin
Die Liste der Naturdenkmale im Amt Neukloster-Warin nennt die im Amt Neukloster-Warin im Landkreis Nordwestmecklenburg in Mecklenburg-Vorpommern gelegenen Naturdenkmale.

## Naturdenkmale
| Bild                                    | Nr.     | Bezeichnung | Standort                                                              | Beschreibung                                                   | Schutzzweck | Verordnung |
| --------------------------------------- | ------- | ----------- | --------------------------------------------------------------------- | -------------------------------------------------------------- | ----------- | ---------- |
| BW                                      | NWM 265 | Eiche       | Bibow Am Schlosspark (53° 47′ 34,6″ N, 11° 38′ 2,8″ O)                | bei Schloss Hasenwinkel (nur Lage des Flurstücks angegeben)    |             |            |
| BW                                      | NWM 266 | Rot-Buche   | Bibow Südufer Bibowsee (53° 47′ 16,4″ N, 11° 39′ 4,7″ O)              |                                                                |             |            |
| BW                                      | NWM 267 | Eiche       | Bibow Neuhof Lütte Werder 10a (53° 46′ 27,3″ N, 11° 37′ 14,9″ O)      |                                                                |             |            |
| BW                                      | NWM 268 | Eiche       | Bibow Neuhof (53° 46′ 4,8″ N, 11° 37′ 1,2″ O)                         | (nur Lage des Flurstücks angegeben)                            |             |            |
| Direkt Bild zu diesem Denkmal hochladen | NWM 272 | Eiche       | Glasin Groß Tessin Flurstück 1 31/2 ()                                | (irgendwo zwischen Kirchhof und See. Flurstücksnummer falsch?) |             |            |
| BW                                      | NWM 273 | Eibe        | Neukloster Klosterhof, südlich KiTa (53° 51′ 41,5″ N, 11° 41′ 8,3″ O) |                                                                |             |            |
| BW                                      | NWM 286 | Linde       | Warin Burgstraße 3 (53° 47′ 57,8″ N, 11° 42′ 26,5″ O)                 |                                                                |             |            |
| Direkt Bild zu diesem Denkmal hochladen | NWM 290 | Eiche       | Warin Flurstück 5 48 ()                                               | am/im Glammsee                                                 |             |            |
| BW                                      | NWM 291 | Eiche       | Warin August-Cords-Park (53° 48′ 3,8″ N, 11° 42′ 0,7″ O)              | (nur Lage des Flurstücks angegeben)                            |             |            |
| Fotos hochladen                         | NWM 275 | Linde       | Zurow Dorfkirche (53° 51′ 47,3″ N, 11° 36′ 54″ O)                     |                                                                |             |            |
| BW                                      | NWM 278 | Eiche       | Zurow Kahlenberg Flurstück 1 142/2 (53° 51′ 33,3″ N, 11° 34′ 29,3″ O) | (nur Lage des Flurstücks angegeben)                            |             |            |
| BW                                      | NWM 269 | Eiche       | Züsow Wakendorf Dorfstraße (53° 56′ 49,3″ N, 11° 42′ 58,5″ O)         |                                                                |             |            |

## Flächennaturdenkmale
| Bild                                    | Nr.     | Bezeichnung                                                                                          | Standort                                                          | Beschreibung | Schutzzweck | Verordnung                                                             |
| --------------------------------------- | ------- | --- | ----------------------------------------------------------------- | --- | ----------- | ---------------------------------------------------------------------- |
| BW                                      | NWM 021 | „Schanzenberge“ bei Mankmoos                                                                         | Warin Mankmoos (53° 49′ 6,2″ N, 11° 46′ 26″ O)                    | Sandmagerrasen. Lage im NSG 315. |             | Beschluss des Rates des Kreises Sternberg Nr. 31-7/84 vom 22.08.1984   |
| Direkt Bild zu diesem Denkmal hochladen | NWM 022 | Trollblumenwiese am Schwedenbach zwischen Bahngleis und Schilfgürtel des Groß Wariner Sees bei Warin | Warin ()                                                          | einziges Vorkommen der Trollblume im ehemaligen Landkreis Sternberg |             | Beschluss des Rates des Kreises Sternberg Nr. 7-2/1988 vom 27.01.1988  |
| Direkt Bild zu diesem Denkmal hochladen | NWM 023 | Feuchtgebiet am Karpfenteich an der F 192 in Richtung Wismar, gegenüber Groß Wariner See-            | Warin ()                                                          | Wertvolles Biotop. Ausgezeichnetes Brutgebiet für viele Vogelarten, wie z. B. Rohrweihe, Graugans, Rohrschwirl, Rohrsänger, Rohrammer und Pirol. Des Weiteren finden Teichfrosch, Rotbauchunke und an den Randregionen die gefährdete Zauneidechse gute Lebensbedingungen vor. Auf einer Randwiese wächst das Breitblättrige Knabenkraut. |             | Beschluss des Rates des Kreises Sternberg Nr. 222/47-86 vom 19.03.1986 |
| BW                                      | NWM 024 | Speckmoor                                                                                            | Bibow / Warin (53° 48′ 9,4″ N, 11° 40′ 53″ O)                     | Wertvolles Biotop. Ausgezeichnetes Brutgebiet für den Kranich und für weitere seltene Sumpf- und Wasservogelarten. |             | Beschluss des Rates des Kreises Sternberg Nr. 222/47-86 vom 19.03.1986 |
| BW                                      | NWM 025 | Südufer des Bibower Sees                                                                             | Bibow Semmelberg (53° 47′ 14,3″ N, 11° 38′ 50,3″ O)               | Vorkommen von Breitblättrigem Knabenkraut, Wiesenschlüsselblume und Schwertlilie. 1,90 ha. |             | Beschluss des Rates des Kreises Sternberg Nr. 222/47-86 vom 19.03.1986 |
| BW                                      | NWM 029 | Trollblumenwiese („Nordmannsche Wiese“) am Radebach nördlich der Brücke bei Graupenmühle bei Warin   | Warin Klein Labenz Graupenmühle (53° 47′ 29,8″ N, 11° 44′ 4,6″ O) | Wertvolle Pflanzenarten: eines von zwei Vorkommen der Trollblume im ehemaligen Landkreis Sternberg. |             | Beschluss des Rates des Kreises Sternberg Nr. 7-2/1988 vom 27.01.1988  |
| Direkt Bild zu diesem Denkmal hochladen | NWM 031 | Fledermausquartier am Feldweg nach Flessenow bei Ventschow                                           | Warin ()                                                          | Wertvolle Tierarten: langjährige Wochenstube von Fledermäusen. |             | Beschluss des Rates des Kreises Sternberg Nr. 7-2/1988 vom 27.01.1988  |